# بارباسترو
بارباسترو (به اسپانیایی: Barbastro) یک دهستان در اسپانیا است که در استان اوئسکا واقع شده‌است. بارباسترو ۱۰۷٫۶۰ کیلومتر مربع مساحت و ۱۶٬۹۲۴ نفر جمعیت دارد و ۳۴۱ متر بالاتر از سطح دریا واقع شده‌است.

## خواهرخوانده
شهر سن گودن خواهرخواندهٔ بارباسترو هست.